# Невадський ковбой (фільм, 1931)
«Невадський ковбой» (англ. The Nevada Buckaroo) — американський фільм 1931 року режисера Джона П. Маккарті.

## У ролях
- Боб Стіл - Бак Герлі, відомий як "Хлоп'як з Невади"
- Дороті Дікс - Джоанн
- Ед Брейді - Слейд
- Джордж "Габбі" Хейес - Черокі Вільямс
- Глен Кавендер - шериф Генк
- Біллі Енгл - чоловік, що заїкається
- Арті Ортего - Алекса
- Ріко Суав - мексиканець

## Цікаві факти
Слово buckaroo було у розповсюджено у Каліфорнії та означало "ковбой".  